# Linda Fröhlich
Linda Fröhlich-Todd (* 23. Juni 1979 in Pforzheim) ist eine ehemalige deutsche Basketballspielerin. Sie absolvierte 79 A-Länderspiele und gilt als eine der besten Spielerinnen der deutschen Basketballgeschichte.

## Allgemeines
Fröhlich stammt aus Oldendorf (Landkreis Stade). Ihre Mutter, Vineta Fröhlich, spielte in den 1970er Jahren für die Basketballnationalmannschaft der Sowjetunion. Drei der vier Geschwister Fröhlich spielen ebenfalls in dieser Sportart. Ihr Bruder Richard Fröhlich spielte unter anderem in der zweiten Liga.
Im Juni 1998 bestand sie ihr Abitur am Vincent-Lübeck-Gymnasium in Stade. Sie wohnt seit dem Jahr 1998 in den USA und ist dort seit 2006 verheiratet. Seit ihrer Heirat trägt sie den Namen Fröhlich-Todd. Nach dem Karriereende Marlies Askamps galt sie als beste deutsche Basketballspielerin. Fröhlich hat drei Kinder.

## Vereinskarriere
Fröhlich spielte als Jugendliche zeitweise auch Faustball beim TuS Oldendorf und betrieb in Gräpel kurz Judosport.
Im Jahr 1991 begann Fröhlich beim TSV Lamstedt ihre Basketballkarriere. Sie wurde in der D- und C-Jugend Niedersachsenmeisterin, mit der Auswahl des Niedersächsischen Basketballverbands gewann sie das Turnier der deutschen Landesauswahlen. Beim VfL Stade trainierte und spielte sie zeitweise mit der männlichen B-Jugend. 1995 spielte sie bei den Zweitligisten SC Rist Wedel sowie Eidelstedter SV vor und entschied sich, nach Wedel zu wechseln. Dort spielte sie in der Jugend sowie in der Damenmannschaft, für die sie unter Trainer Marc Köpp erst in der 1. Regionalliga, dann in der 2. Damen-Basketball-Bundesliga auflief. In der Jugend wurde sie mit Wedel deutscher Meister, zu ihren Mitspielerinnen gehörte Katharina Kühn. In Wedel wurde Fröhlich von Ewald Schauer gefördert, diese Zusammenarbeit erachtete sie später rückblickend als sehr wichtig für ihren weiteren Karriereverlauf. 1996 wurde Fröhlich als einzige Frau zum Auswahlverfahren einer Sommerliga mit Profispielern in Hamburg eingeladen. Nach dem Abitur ging sie 1998 in die USA an die University of Nevada - Las Vegas, wo sie Psychologie und Marketing studierte und vier Jahre Basketball spielte.
2002 schaffte Linda Fröhlich den Sprung in die US-amerikanischen Frauenprofiliga für Basketball, WNBA. Sie wurde von New York Liberty unter Vertrag genommen und spielte dort zwei Jahre. Auch 2004 (Phoenix Mercury) und 2005 (Charlotte Sting) wollte sie in der WNBA spielen. Sie wurde allerdings 2004 aufgrund verspäteter Anreise in die USA abgelehnt und 2005 während des Trainingslagers frühzeitig entlassen.
Ab 2003 spielte sie auch beim italienischen Erstligisten BPT Rovereto Basket. Dort avancierte sie in der Saison 2004/05 zur besten Korbjägerin der Liga. 2005 wechselte sie nach Russland zu Spartak Moskowskaja Oblast. Mit diesem Club gewann sie 2006 den EuroCup.
2006 spielte Fröhlich erneut in der WNBA, diesmal für Indiana Fever. Sie erreichte mit ihrem Team die Playoffs. Sie erzielte durchschnittlich 3,3 Punkte in 8,5 Minuten Spielzeit. Danach ging sie zu Fenerbahçe Istanbul, wechselte 2007 in die WNBA zu Sacramento Monarchs (WNBA) und spielt in Italien bei Taranto Cras Basket. Nach einer Verpflichtung beim slowakischen Club Maxima Broker Košice gab sie im Januar 2009 auf ihrer Webseite den Wechsel zu Gambrinus Sika Brno (Tschechien) bekannt. 2010 wechselte sie zu Ros Caseres Valencia in die 1. spanische Liga, und im Januar 2011 zum griechischen Verein AEO Proteas Voulas. Sie wurde 2011 ins Allstar-Team der griechischen Liga berufen.
Im April 2011 wurde Fröhlich vom WNBA-Verein Chicago Sky mit einem Trainingsvertrag ausgestattet und im Juni dann aus dem Kader gestrichen. Anschließend beendete sie ihre Spielerlaufbahn.

## Nationalmannschaft
1995 war sie bei der Kadettinneneuropameisterschaft in Polen mit 22,1 Punkten je Begegnung beste Korbschützin des Turniers und stand mit einem Durchschnitt von 11 Rebounds auf dem zweiten Rang. Bereits im Oktober 1996 wurde sie im Alter von 17 Jahren von Bundestrainer Bernd Motte zu einem Lehrgang der deutschen Damen-A-Nationalmannschaft eingeladen, damals spielte Fröhlich in der 1. Regionalliga.
Im April 1998 gab Fröhlich ihr Debüt in der Damennationalmannschaft des DBB gegen die finnische Auswahl. Bei der Qualifikation zur Europameisterschaft war sie im Jahr 2004 mit 23,3 Punkten und 11,2 Rebounds im Schnitt die erfolgreichste Spielerin aller teilnehmenden Mannschaften. Bei der Europameisterschaft 2005 erreichte sie mit dem deutschen Team nur Platz 11, konnte aber persönlich mit 16,4 Punkten und 9 Rebounds im Schnitt eine positive Bilanz erreichen.
Nach der Teilnahme an der Europameisterschaft 2007 in Chieti (Italien) konnte sie im Jahr 2008 bei der EM-Qualifikation wegen Gleichgewichtsproblemen nicht eingesetzt werden. Die deutsche Mannschaft verpasste die direkte Qualifikation und musste eine zusätzlich Qualifikationsrunde gegen die Ukraine und Bulgarien spielen. Wegen einer Dopingsperre vom 24. November 2008 durfte Fröhlich bis zum 5. Januar 2009 in dieser zusätzlichen Qualifikationsrunde zur Europameisterschaft nicht eingesetzt werden.
Im Januar 2009 wurde sie aus dem Kader der Nationalmannschaft gestrichen. Als Begründung gab das Präsidium des Deutschen Basketball Bundes (DBB) an, Fröhlich habe die Mannschaft wiederholt im Stich gelassen. Man sei nicht gewillt, dies weiter zu tolerieren oder etwa finanzielle Forderungen der Spielerin zu erfüllen. Der DBB habe sich für die Aufhebung der Dopingsperre eingesetzt und sie sei nach ihrer Entsperrung nicht zu den Spielen erschienen und habe sich auch nicht gemeldet.
Fröhlich dagegen erklärte, sie habe immer versucht in der Nationalmannschaft zu spielen und dadurch sogar erhebliche finanzielle Einbußen erlitten. Von ihrer Suspendierung habe sie erst aus dem Internet erfahren und empfinde dies als hinterhältig.
Im Juli 2010 gab der Deutsche Basketball Bund bekannt, dass Linda Fröhlich wieder in den Nationalmannschaftskader berufen wurde.
Insgesamt absolvierte Fröhlich zwischen 1998 und 2010 79 A-Länderspiele für Deutschland und nahm an den EM-Turnieren 2005 und 2007 teil.

## Erfolge/Ehrungen
Fröhlich wurde in den Jahren 2000, 2001 und 2002 zur Spielerin des Jahres der Mountain West Conference gewählt. 2006 wurde sie zur erfolgreichsten Basketballspielerin Deutschlands ernannt. Als sie ihre College-Laufbahn 2002 beendete, hatte sie mehr Punkte (2 355) und Rebounds (1 124) erzielt als jede Spielerin des UNLV-Damenteams vor ihr und war die erste UNLV-Spielerin, die in ihrer Karriere mindestens 2 000 Punkte und 1 000 Rebounds verbucht hatte.
2012 wurde Fröhlich in die Hall of Fame der University of Nevada, Las Vegas aufgenommen.

## Dopingsperre
Ende 2008 wurde bei Fröhlich der verbotene, weil dopingverschleiernde Stoff Hydrochlorothiazid nachgewiesen. Sie wurde gesperrt. Laut Angaben des DBB hatte ihr damaliger Verein vergessen, dem europäischen Basketballverband die medizinisch notwendige Einnahme eines hydrochlorothiazidhaltigen Medikamentes anzuzeigen. Am 5. Januar 2009 setzte der europäischen Basketballverbandes die Dopingsperre auf sechs Wochen fest und erteilte ihr somit an diesem Tag wieder die Spielberechtigung. Fröhlich erklärte, sie habe aufgrund einer Ohrenentzündung ein Medikament mit einem auf der Dopingliste verzeichneten Wirkstoff einnehmen müssen. Dies habe sie ihrem Verein mitgeteilt und dieser habe ein entsprechendes Schreiben an eine falsche Adresse geschickt, so dass es dem Weltverband FIBA nicht vorlag. Bei einer Anhörung am 5. Januar 2009 sei sie freigesprochen worden.

## Nach der Spielerlaufbahn
2012 gründete Fröhlich im US-Bundesstaat Kalifornien eine Basketball-Akademie und eröffnete einen eigenen Trainingsstützpunkt für Basketball und andere Sportarten, den in der Vergangenheit unter anderem die Agua Caliente Clippers (NBA G-League) sowie Spieler wie Darren Collison und LaMelo Ball für Übungseinheiten nutzten. Zudem führt Fröhlich gelegentlich in Deutschland Basketball-Trainingslager für Jugendliche durch und hält in Kalifornien Sichtungsveranstaltungen ab, bei denen sich Jugendliche für Basketballstipendien an US-Hochschulen bewerben.